# Elvis Sings Flaming Star
Elvis Sings Flaming Star – 33 album studyjny Elvisa Presleya.

## Lista utworów

### Strona pierwsza
| Utwór | Nagrany | Tytuł piosenki            | Twórcy       | Czas trwania |
| ----- | ------- | ------------------------- | ------------ | ------------ |
| 1.    | 7.10.60 | Flaming Star              | Sid Wayne    | 2:25         |
| 2.    | 7.3.68  | Wonderful World           | Guy Fletcher | 2:14         |
| 3.    | 9.7.63  | Night Life                | Bernie Baum  | 1:53         |
| 4.    | 1.10.67 | All I Needed Was the Rain | Sid Wayne    | 1:49         |
| 5.    | 15.1.68 | Too Much Monkey Business  | Chuck Berry  | 2:25         |

### Strona druga
| Utwór | Nagrany | Tytuł piosenki                       | Twórcy      | Czas trwania |
| ----- | ------- | ------------------------------------ | ----------- | ------------ |
| 1.    | 10.7.63 | Yellow Rose of Texas / Eyes of Texas | Fred Wise   | 2:58         |
| 2.    | 29.9.66 | She's A Machine                      | Fred Wise   | 1:39         |
| 3.    | 10.7.63 | Do the Vega                          | Bernie Baum | 2:26         |
| 4.    | 27.6.68 | Tiger Man                            | Lewis Burns | 2:41         |